# Qobuz
Qobuz — це французький комерційний сервіс потокового музичного мультимедіа з можливістю завантаження музики. Він був заснований в 2007 році Іовом Різелем і був представлений на обмеженому колі зарубіжних ринків, в тому числі в Сполученому Королівстві, Нідерландах, Німеччині, Італії та Іспанії. Він пропонує багаторівневе абонентське обслуговування, але, на відміну від свого конкурента Spotify, не надає можливості безкоштовного потокового програвання, окрім випробувального терміну.
Наприкінці 2015 року, після періоду фінансової нестабільності, Qobuz залучив нового інвестора, що дозволило продовжити роботу.

## Послуги
Qobuz пропонує чотири тарифи потокової музики: Qobuz Преміум, Qobuz HiFi, Qobuz HiFi Sublime (річна підписка, яка пропонує завантаження 24-бітного цифрового аудіо за зниженою ціною на додаток до потокового сервісу) і Qobuz HiFi Sublime+ (річна підписка, яка пропонує 24-бітний стримінг, завантаження 24-бітного цифрового аудіо за зниженою ціною на додаток до потокового сервісу). Потокове прослуховування аудіо доступно через вебплеєр, або за допомогою десктопного плеєра, який доступний для Microsoft Windows і Mac OS (версії для Windows можуть працювати на комп'ютерах під керуванням Linux в останніх версіях Wine). Qobuz також надає додатки для Android та iOS, а також має підтримку музичного центру Sonos.
Qobuz пропонує потокове передавання цифрової музики в якості компакт-диску (FLAC 16-Bit / 44.1kHz). 
Qobuz також пропонує сервіс завантаження цифрової музики, у якості Hi-Res (аудіо високої роздільної здатності) (24 біта), а також у CD-якості (16 біт).
Компанія має партнерські відносини з британським музичним журналом «Грамофон», який використовує Qobuz для публікації рекомендованих плейлистів.